# Franz Mehring
Franz Mehring (Sławno, 27 febbraio 1846 – Berlino, 28 gennaio 1919) è stato un politico e storico tedesco.

## Biografia
Inizialmente d'idee lassalliane e collaboratore di giornali nazional-liberali, aderì successivamente al Partito Socialdemocratico di Germania, attestandosi sulle posizioni di Rosa Luxemburg e Karl Liebknecht, assieme ai quali fondò poi, dopo aver aderito alla loro Lega Spartachista, il Partito Comunista Tedesco. Fu autore di opere fondamentali per la storia del socialismo e di acute interpretazioni della letteratura tedesca. La raccolta completa dei suoi scritti (Gesammelte Schriften) è stata pubblicata in 15 volumi tra il 1960 e il 1966 dall'editore Dietz di Berlino.

## Opere principali
- Die Lessing-Legende, Stuttgart, J. H. W. Dietz, 1893 (trad. it. La leggenda di Lessing, Roma, Ed. Rinascita, 1952)
- Geschichte der deutschen Sozialdemokratie, 2 voll., Stuttgart, Dietz, 1897-98 (trad. it. Storia della socialdemocrazia tedesca, prefazione di Ernesto Ragionieri, Roma, Editori riuniti, 1961)
- Karl Marx: Geschichte seines Lebens, Leipzig, Leipziger Buchdruckerei Aktiengesellschaft, 1919 (trad. it. Vita di Marx, introduzione di Mario Alighiero Manacorda, Roma, Edizioni Rinascita, 1953; Editori Riuniti 2019